# Johan Goosen
Johannes Lodewikus Goosen (Burgersdorp, 27 de julio de 1992) es un jugador sudafricano de rugby que se desempeña como apertura.

## Carrera
Debutó en 2011 con los Free State Cheetahs, equipo que disputa la Currie Cup (la competición local de su país) y jugó con ellos hasta su partida a Francia. Desde 2012 fue miembro de los Cheetahs, una de las franquicias sudafricanas que disputaba el Super Rugby, hasta su emigración.

### En el extranjero
En 2014 se marchó al Top 14, la liga más fuerte de Europa, para jugar en el Racing 92. A fines de 2016 anunció que luego de finalizada la temporada en curso no cumpliría el resto del contrato porque prefería quedar libre con la intención de regresar a Sudáfrica. El Racing 92 inició medidas judiciales contra Goosen, reclamándole 5 millones de euros por el incumplimiento del contrato.

## Selección nacional
Fue convocado a los Springboks por primera vez en septiembre de 2012 para jugar ante los Wallabies, por el momento lleva trece partidos jugados y 25 puntos marcados.

## Palmarés
- Campeón del Top 14 2015-16.